# Sonic Classic Collection
Sonic Classic Collection è un videogioco della serie Sonic the Hedgehog. Il gioco non è altro che una raccolta di titoli della stessa serie usciti precedentemente per Sega Mega Drive e convertiti su Nintendo DS nel 2010.

## Titoli presenti
La collezione presenta quattro titoli della serie in una sola scheda di gioco, assieme ai due giochi che sfruttavano la tecnologia Lock-on Technology che rendevano Knuckles un personaggio giocabile, in modo simile a quanto già avvenuto in Sonic Jam. Inoltre è presente anche una galleria di trenta immagini, già comparse in Sonic Jam e Sonic Gems Collection.
- Sonic the Hedgehog
- Sonic the Hedgehog 2
- Sonic the Hedgehog 3
- Sonic & Knuckles
- Knuckles the Echidna in Sonic the Hedgehog 2
- Sonic the Hedgehog 3 & Knuckles[N 1]

## Sviluppo
Il gioco fu annunciato ufficialmente il 2 dicembre 2009 da Sega of America, nonostante la notizia circolasse già due settimane prima sui siti specializzati in videogiochi quando l'OFLC pubblicò le ultime decisioni sulla classificazione del prodotto. Alcuni giorni dopo, la BBFC a sua volta diede delle informazioni in maniera simile a quelle dell'OFLC, rivelando quali fossero i titoli contenuti nella compilation. SEGA, tramite un comunicato stampa ufficializzò i giochi presenti come già fatto dalla BBFC.

## Merchandise
È stata pubblicata anche un'edizione speciale del gioco distribuita in Spagna ed in Australia. Questa presenta una confezione speciale, un modellino di Sonic e cinque carte da collezione.

## Accoglienza
| Testata                            | Giudizio |
| ---------------------------------- | -------- |
| Metacritic (media al 13-01-2020)   | 70/100   |
| GameRankings (media al 09-12-2019) | 68.22%   |
| IGN                                | 7/10     |
| Nintendo Life                      | 7/10     |
| Play.tm                            | 65%      |
| SpazioGames.it                     | 7/10     |
| VideoGamer.com                     | 8/10     |

Le recensioni riguardanti Sonic Classic Collection si sono rivelate per la maggior parte positive, ricevendo 70/100 da Metacritic. Siccome i titoli contenuti sono emulati, la grafica è stata compressa nel passaggio della risoluzione dello schermo del Mega Drive a quello del Nintendo DS. Sono presenti anche piccoli rallentamenti e bug. Venne criticato anche per l'assenza della modalità multigiocatore, per i contenuti bonus che non erano altro che illustrazioni e per il fatto che l'unico modo per mettere in pausa il gioco è quello di utilizzare il touch screen e non come di consueto i tasti Start e Select.
Il gioco è stato apprezzato invece per la replica perfetta del sonoro e per i controlli accurati, assieme ad un buon rapporto tra qualità e prezzo.